# Autoroute A51 (France)
Pour les articles homonymes, voir A51.
En France, l'autoroute A51 doit relier à terme Grenoble à Marseille via Gap, Sisteron et Aix-en-Provence. Elle a été amorcée par les deux extrémités :
- depuis Marseille jusqu'à la Saulce, au sud de Gap ;
- depuis Grenoble jusqu'au col du Fau.

Toutefois, la partie manquante est très controversée et n'est pas aujourd'hui à l'ordre du jour. Cette autoroute est couverte par Autoroute Info sur la partie conçédée à AREA et par Radio Vinci Autoroutes de La Saulce à Aix-en-Provence.

## Historique

### Partie sud
- 1953 : ouverture d'une antenne de l'Autoroute nord de Marseille (aujourd'hui autoroute A7) de Septèmes-les-Vallons à Bouc-Bel-Air, avec raccordement sur la route nationale 8 (actuelle D 8N), soit cinq kilomètres, et demi-échangeur avec la route nationale 543 (actuelle D 543) à Plan de Campagne (commune de Cabriès).
- 1966 : cette antenne prend le nom de A 51.
- 1970 : ouverture de la section Bouc-Bel-Air - Aix-en-Provence, soit 12 kilomètres supplémentaires.
- 22 mars 1985 : ouverture entre Aix (Venelles) et Pont-de-Mirabeau (33 km)[2],[3].
- 12 décembre 1986 : ouverture de la section Pont-de-Mirabeau - Manosque (37 km)[2],[3],[4].
- 21 décembre 1989 : ouverture de la section Manosque – Aubignosc (39 km)[2],[3].
- 28 juin 1990 : ouverture de la section Aubignosc – Sisteron-Nord (6 km)[2],[3].
- 25 juin 1999 : ouverture de la section Sisteron-Nord - La Saulce (30 km)[2],[3].

### Partie nord
- 1999 : ouverture de la section qui relie Claix dans la banlieue grenobloise à Saint-Martin-de-la-Cluze, sur 17 km
- 2007 : ouverture de la section entre Saint-Martin-de-la-Cluze et le col du Fau sur 10,5 km.

## État actuel
Actuellement trois tronçons sont en service (sens sud-nord).
1. Marseille - Aix-en-Provence : section publique de 18 kilomètres, depuis l'échangeur de Septèmes-les-Vallons, au nord de Marseille, où elle se connecte à l'A7 par un échangeur en triangle, jusqu'à l'échangeur de Jas-de-Bouffan à l'ouest d'Aix-en-Provence ; 2 × 2 voies sauf section à 2 × 3 voies du nord de l'échangeur de Septèmes à la sortie Bouc-Bel-Air - Gardanne) ; vitesse limitée à 90 km/h.
2. Aix-en-Provence - La Saulce : section du réseau Escota, à péage à partir de l'échangeur nord de Venelles ; commence au nord d'Aix (échangeur des Platanes), se termine à la sortie de La Saulce (Hautes-Alpes), longueur de ce tronçon 128 kilomètres, vitesse autorisée 130 km/h sauf ralentissements imposés à 110 km/h (dans les tunnels de Mirabeau et de la Baume (Sisteron), sur le viaduc franchissant le canal au sud de Sisteron), aux environs du Poët, et dans la descente vers Les Mées (sens nord-sud seulement).
3. Col du Fau - Claix : ce tronçon nord de 26 km, à forte pente, se raccorde à l'A480 dans la banlieue de Grenoble. Il est concédé à l'AREA. Il est à péage depuis le col de Fau jusqu'à l'échangeur de Vif (sortie 12), gratuit au-delà.

### Les deux tronçons sud

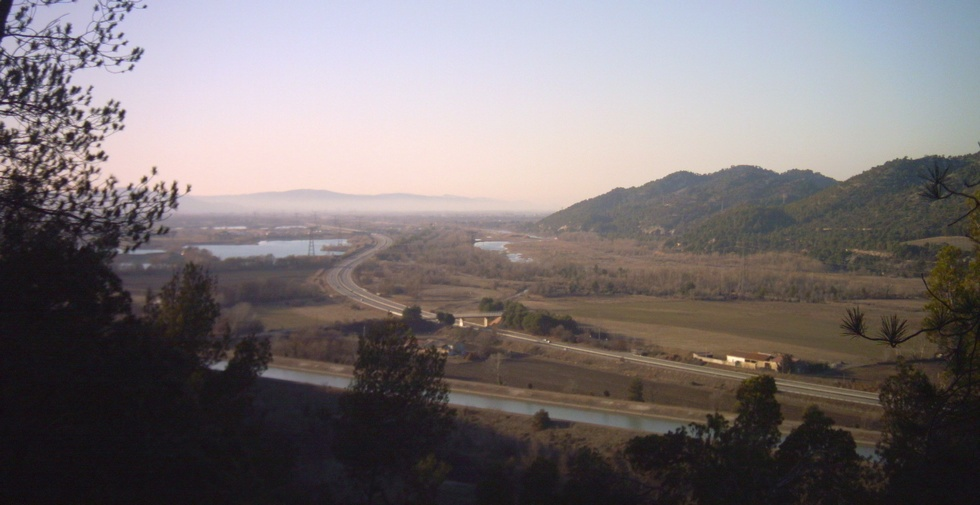
L'autoroute « Val de Durance » entre Pertuis et Cadarache.

La jonction entre les deux premiers tronçons est réalisée par une route à 2 × 2 voies numérotée route nationale 296, longue de six kilomètres, comportant un échangeur complexe avec la RD 7N (ex-RN 7) avec une limitation à 50 km/h.
Cet ensemble, couramment appelé Autoroute du Val de Durance, s'arrête à 14 kilomètres au sud de Gap. Ni Digne, ni Barcelonnette ni Briançon ne sont directement desservis par l'A51. Cependant elle facilite l'accès de l'agglomération marseillaise aux stations des Alpes-de-Haute-Provence et des Hautes-Alpes, ainsi qu'aux grands cols des Alpes du Sud (col de Larche, col de Montgenèvre, col de la Bonette, col de la Cayolle, col d'Allos).

### Le tronçon nord
Le troisième tronçon a été réalisé en deux étapes : l'une ouverte en 1999 qui relie la ville de Claix dans la banlieue grenobloise à Saint-Martin-de-la-Cluze, sur 17 km. Cette partie fait débuter l'A51 à la limite de Claix et de Varces dans le prolongement de l'A480, et traverse ensuite la vallée de la Gresse en direction du sud. Le péage exploité par AREA est situé sur la commune de Vif, en amont des viaducs du Crozet.
La deuxième étape consista à relier Saint-Martin-de-la-Cluze au col du Fau sur 10,5 km. Ouverte à la circulation depuis le 21 mars 2007, cette partie comporte 4,5 km en 2 × 1 voies (tunnel de Sinard, viaduc de Monestier). Elle porte le nom d'autoroute du Trièves. Construit en cinq ans, après de nombreuses polémiques, cet aménagement aura coûté 191 millions d'euros à AREA. Elle ouvre à Grenoble les portes du Trièves en l'espace de vingt-cinq minutes.

## Sorties

### Autoroute du Val de Durance
Section non-concédée gérée par le département des Bouches-du-Rhône et gratuite.
- Échangeur entre A51 et A7 : Marseille - centre, Saint-Antoine, Fos - Martigues (A55),  Marignane, Marseille - L'Estaque
- 1 Plan-de-Campagne à 3 km : Cabriès, Les Pennes-Mirabeau, Plan de Campagne, Septèmes-les-Vallons
- 2 Bouc-Bel-Air ( Échangeur entre A51 et A515) à 5 km : Gardanne, Simiane-Collongue, Bouc-Bel-Air (de et vers Marseille)
  -  Aires de service des Chabauds (sens Marseille-Gap),  de la Champouse (sens Gap-Marseille)
- 3 Luynes à 10 km : Aix-en-Provence - Pôle d'Activités, Bouc-Bel-Air, Luynes
- 4 Gardanne à 12 km : Gardanne, Luynes
- 5 Les Milles à 14 km : Aix-en-Provence - Pôle d'Activités, Pont-de-l'Arc, Les Milles,  Aix - TGV,  Marseille-Provence
- 6 Aix-en-Provence - centre à 16 km : Aix-en-Provence
- Échangeur entre A51 et A8 : Lyon (A7), Avignon, Salon-de-Provence ; Nice, Toulon (A52), Aubagne, Aix-en-Provence - Pont de l'Arc, Val-Saint-André (tiers-échangeur)
- 7 Aix-en-Provence - Jas-de-Bouffan à 17 km : Berre-l'Étang par RD, Aix-en-Provence - Encagnane, centre, Lyon (A8), Avignon, Salon-de-Provence
  -   L'A51 devient la Route nationale 296

- La Route nationale 296 redevient l'A51.

Section concédée à ESCOTA et payante (sauf entre les sorties 12 à 14).

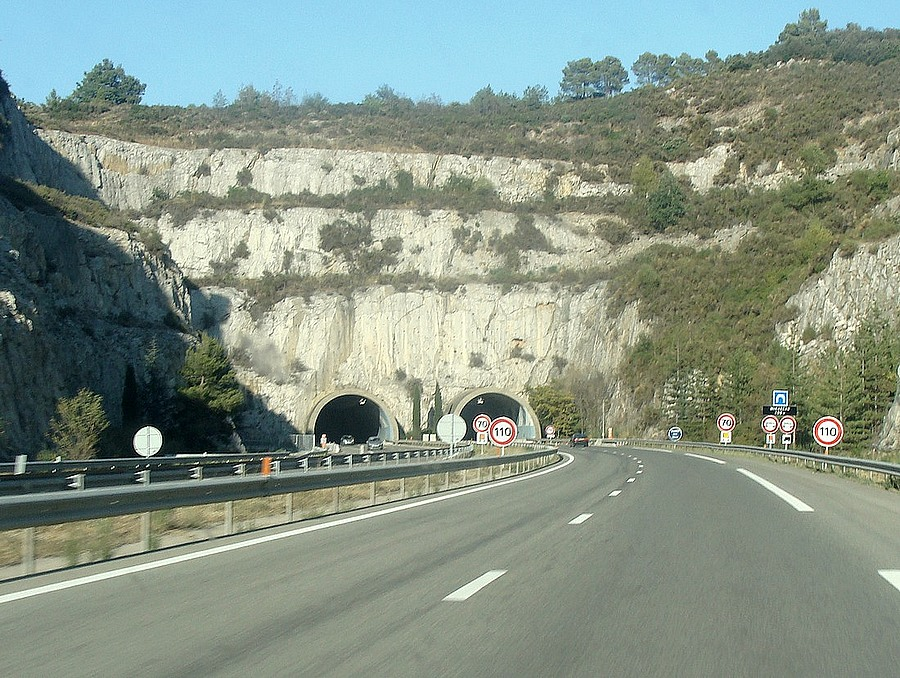
Le tunnel de Jouques (défilé de Mirabeau).

- 12 Aix-en-Provence - Les Platanes à 23 km : Le Puy-Sainte-Réparade, Aix-en-Provence - nord (demi-échangeur)
- 12 Aix-en-Provence - Les Platanes à 24 km : Aix-en-Provence - nord (trois-quarts-échangeur)
- 13 Venelles à 27 km : Venelles
- 14 Meyrargues à 29 km : Gap, Digne-les-Bains, Sisteron, Manosque, Meyrargues par RD 96, Pertuis (demi-échangeur)

- Aire de repos de Meyrargues (sens  Marseille-Gap) +  Aire de service de Meyrargues-Fontbelle (sens Gap-Marseille)
- Péage de Meyrargues +  15 Pertuis à 35 km : Le Puy-Sainte-Réparade, Pertuis
  -  Aire de repos de Jouques (sens  Gap-Marseille)
  -  Tunnel de Jouques
  -  Aire de repos du Pont Mirabeau (sens  Marseille-Gap)
- 17 Saint-Paul-lès-Durance à 56 km : Saint-Paul-lès-Durance, Vinon-sur-Verdon, Gréoux-les-Bains, Centre d'Études Atomiques de Cadarache

Passage du département des Bouches-du-Rhône à celui du Vaucluse

Passage du département du Vaucluse à celui de l'Alpes-de-Haute-Provence
- 18 Manosque à 70 km : Valensole, Gréoux-les-Bains, Manosque
  -  Aires de service de Manosque (sens Marseille-Grenoble),  de Volx (sens Grenoble-Marseille)
- 19 La Brillanne à 84 km : Forcalquier, Oraison
  -  Aire de repos de Ganagobie (dans les deux sens)
- 20 Peyruis à 100 km : Digne-les-Bains, Château-Arnoux-Saint-Auban, Les Mées, Peyruis
  -  Aire de repos du Belvédère de Peyruis - Les Mées (sens  Gap-Marseille)
- 21 Aubignosc à 111 km : Nice par RD, Digne-les-Bains, Château-Arnoux-Saint-Auban, Aubignosc
  -  Aire de service d'Aubignosc (dans les deux sens)
- 22 Sisteron - sud à 116 km : Sisteron - centre, Vallée du Jabron
- 23 Sisteron - nord à 123 km : Grenoble par Col de la Croix-Haute, Sisteron, La Motte-du-Caire, Laragne-Montéglin

Passage du département de l'Alpes-de-Haute-Provence à celui des Hautes-Alpes
- Péage de La Saulce ( 24 La Saulce) à 153 km : Gap, La Saulce, Tallard, Curbans, La Motte-du-Caire
- Carrefour giratoire entre A51 et RN 85, fin de l'autoroute au sud de Gap

### Autoroute du Trièves
Section concédée à AREA et payante (sauf entre les sorties 10 à 12).

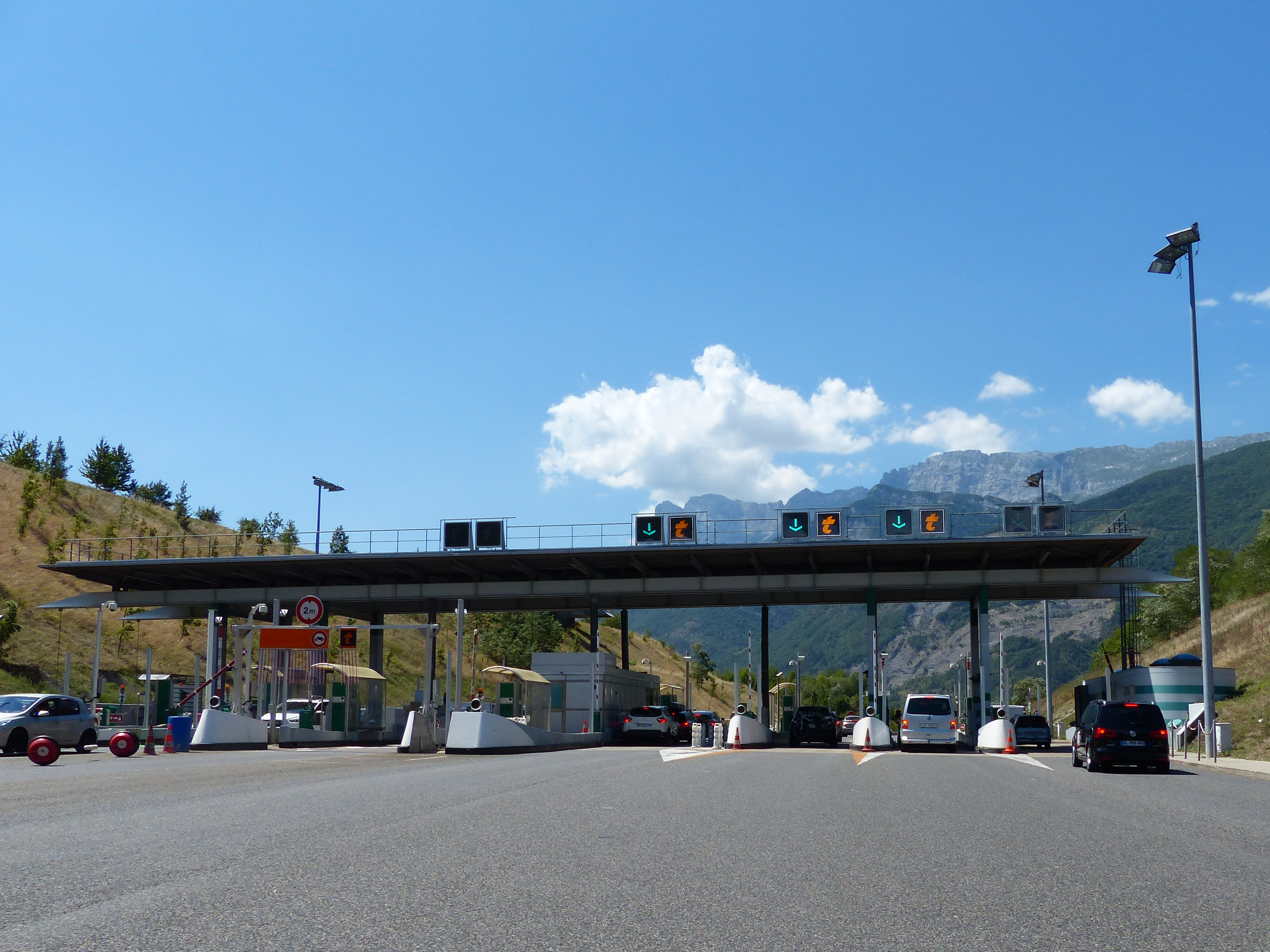
Gare de péage du Crozet.

- A480 vers Grenoble, Échirolles Claix - centre
- 10 Varces à 13 km : Varces, Claix - Les Bauches (de et vers Grenoble)
- 11 Saint-Paul de Varces : Saint-Paul de Varces (de et vers Grenoble)
  -  Tunnel d'Uriol (490 m)
- 12 Vif : Sisteron par RD, Vif, Varces
- Tunnel du Petit Brion (500 m)
  - Viaduc de La Rivoire
- Péage du Crozet
  - Viaduc du Crozet (400 m)
- 13 Sinard: Sinard, Lac de Monteynard-Avignonet (de et vers Grenoble) +  Aires de repos des Jallets (sens  Grenoble-Sisteron),  des Marceaux (sens Sisteron-Grenoble)
  -  Début de la section en 2x1 voies
  -  Tunnel de Sinard (950 m) + Viaduc de Monestier (860 m)
  -  Section en 2+1 voies vers Sisteron sur 1 km
- Carrefour giratoire entre A51 et RD 1075 (Sisteron, Marseille) au col du Fau, fin de l'autoroute.

## Principaux ouvrages d'art

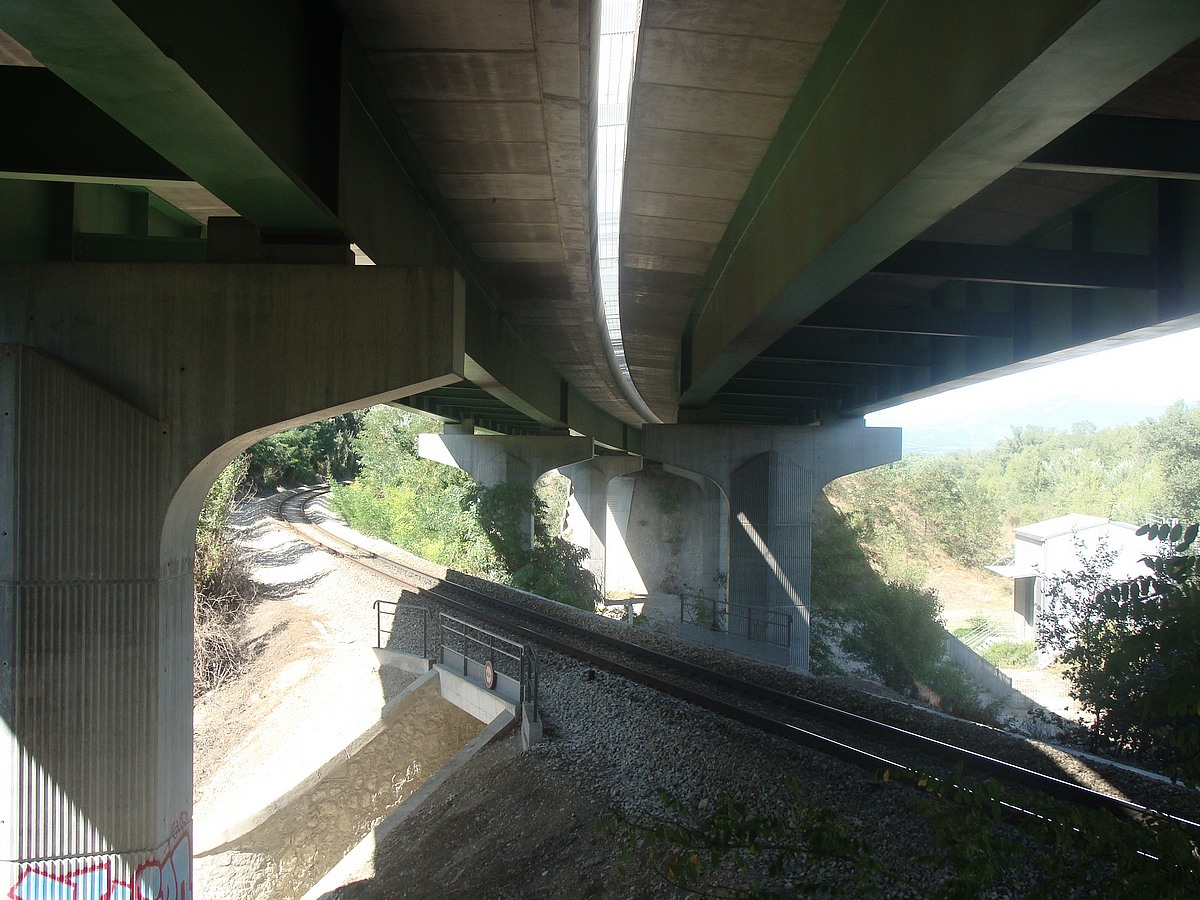
Viaduc de Lurs vu par-dessous.

### Sur la section sud (Autoroute du Val de Durance)
- Tunnel du défilé de Mirabeau (deux galeries, longueur 450 mètres)
- Pont sur la Durance à Cadarache (longueur 290 mètres)[5]
- Pont sur le canal EDF à Sainte-Tulle (double pont métallique en poutre en treillis, longueur 114 mètres)[6]
- Pont sur la ligne de Lyon-Perrache à Marseille-Saint-Charles (via Grenoble) à Lurs (double pont en poutre en béton, longueur 187 mètres, en courbe et en pente)[7]
- Pont sur la Durance au sud de Sisteron, prolongé par un pont sur le canal EDF (en courbe)
- Tunnel de la Baume à Sisteron (deux galeries)
- Pont sur la Durance au nord de Sisteron
- Ponts supérieurs de la D 1085 au Poët (en S) et à la Saulce (en courbe)

### Sur la section nord (Autoroute du Trièves)
Quatre grands ouvrages jalonnent cette section, dont :
- le tunnel d'Uriol qui traverse la montagne d'Uriol à Varces-Allières-et-Risset ;
- le tunnel du Petit Brion qui traverse le Petit Brion à Vif ;
- les viaducs de La Rivoire qui franchissent la gorge éponyme à Vif ;
- les viaducs du Crozet à Vif ;
- le tunnel de Sinard qui traverse la colline de Clermont à Sinard et Monestier-de-Clermont ;
- le viaduc de Monestier qui franchit la vallée du Fanjaret à Monestier-de-Clermont.

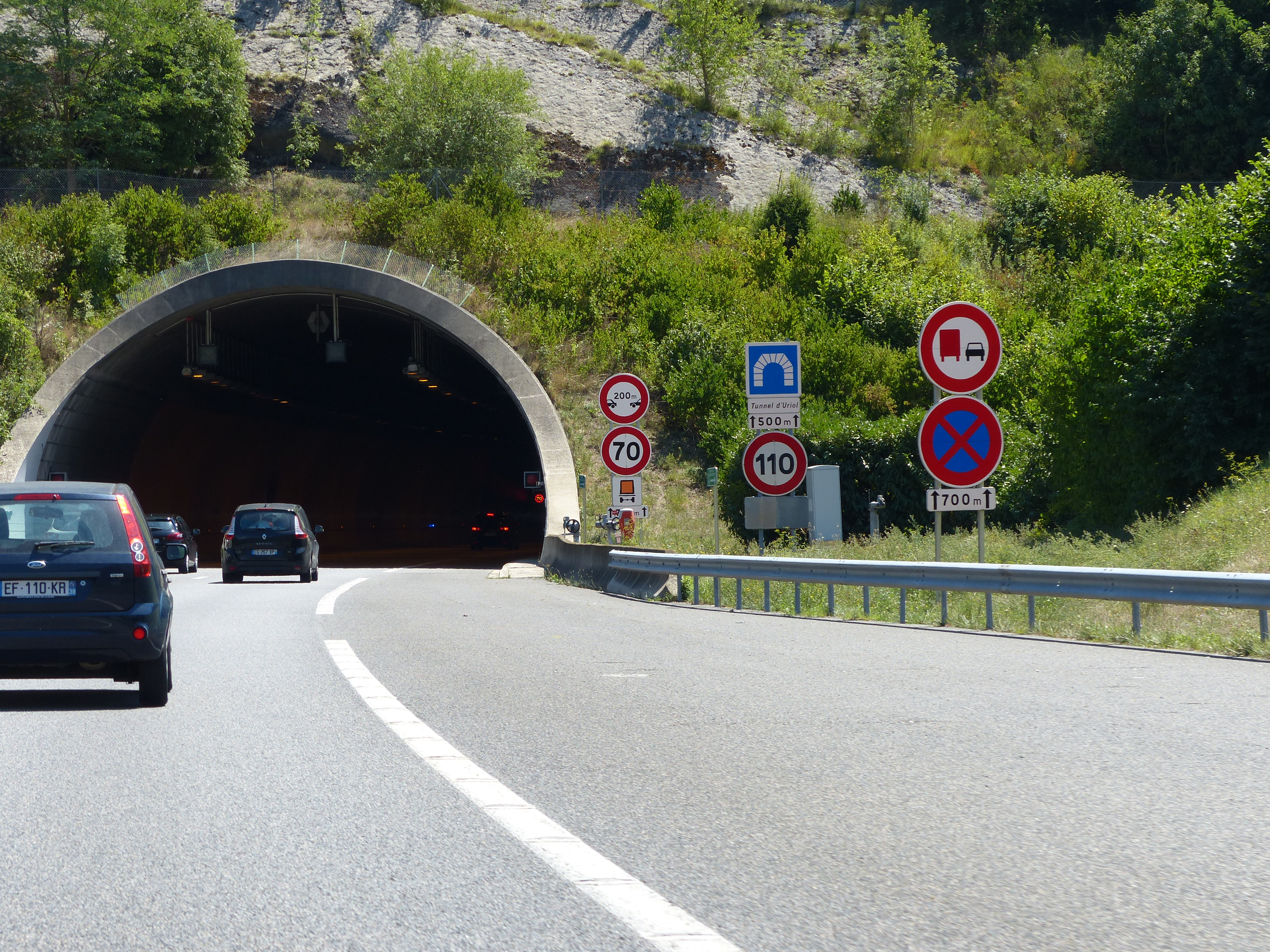
Tunnel d'Uriol.
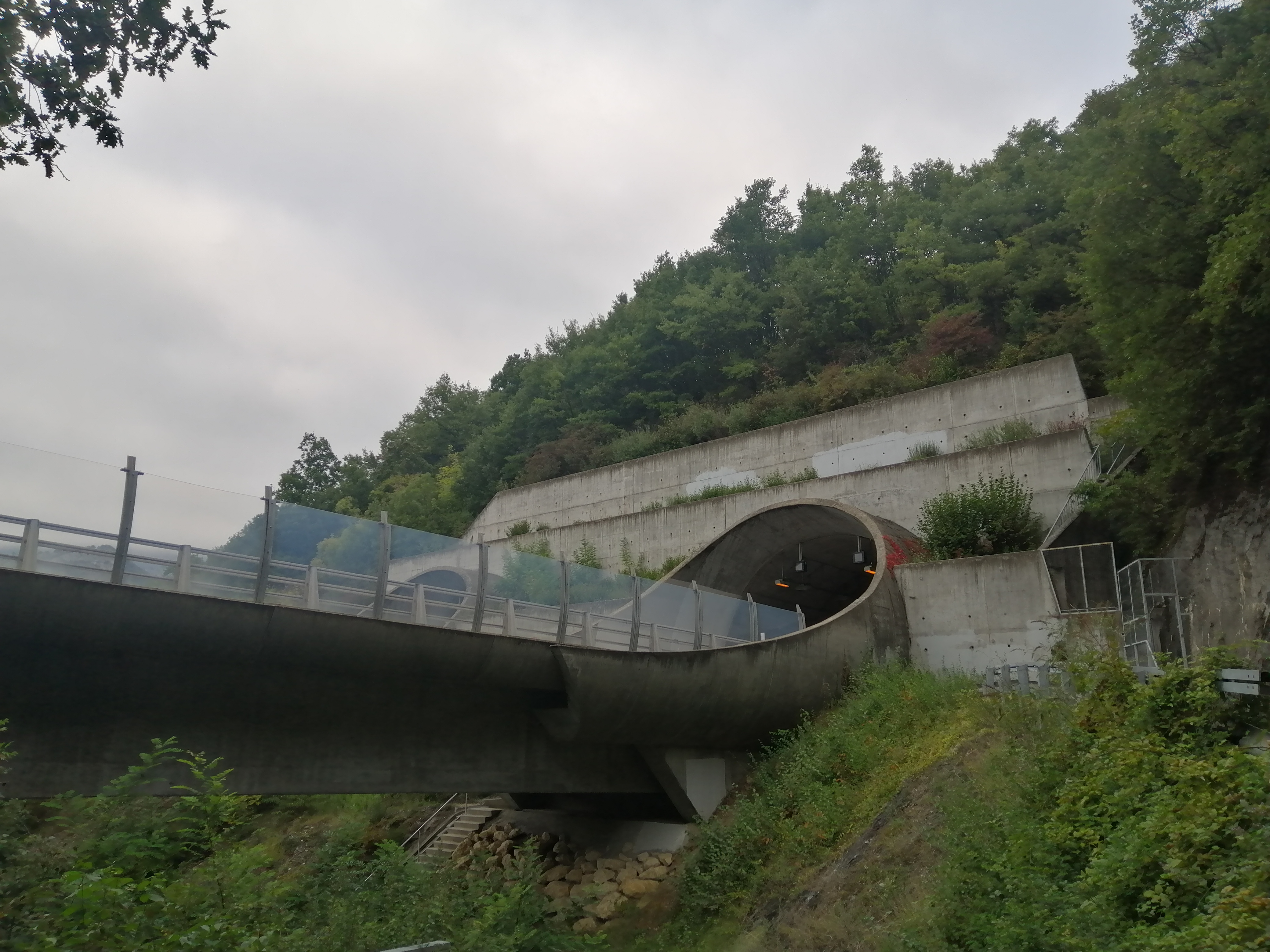
Tunnel du Petit Brion.
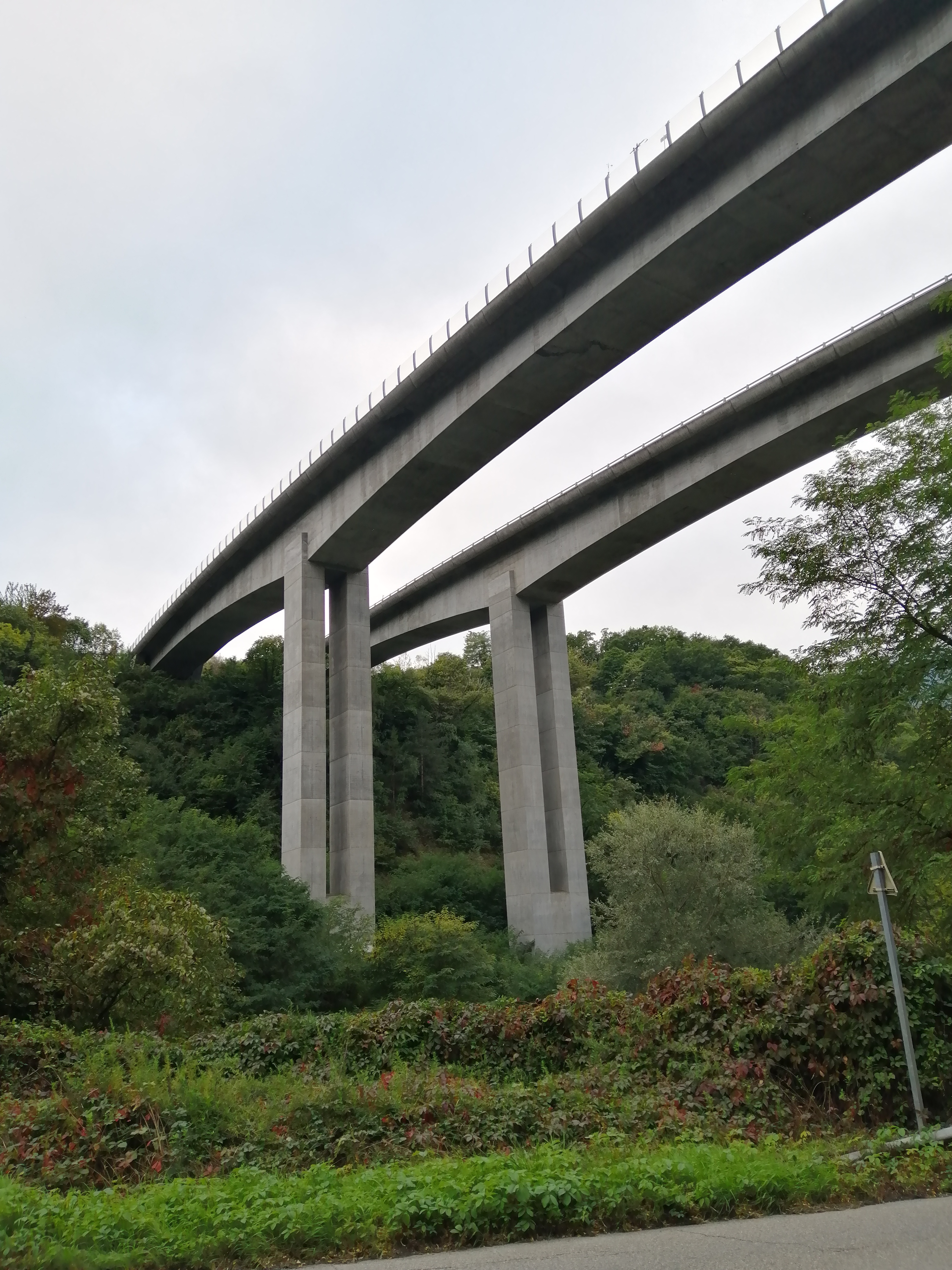
Viaduc de La Rivoire.
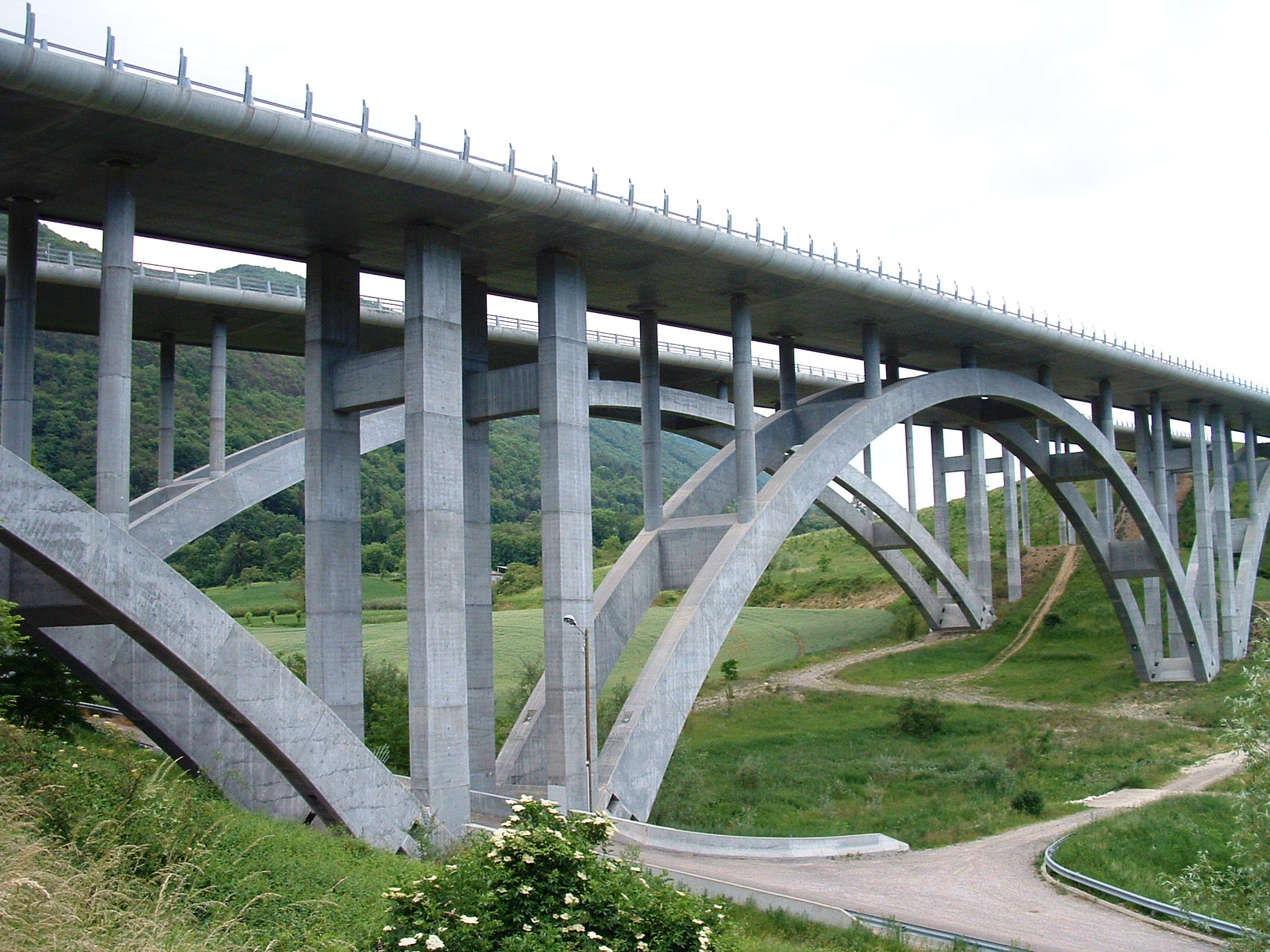
Viaduc du Crozet.
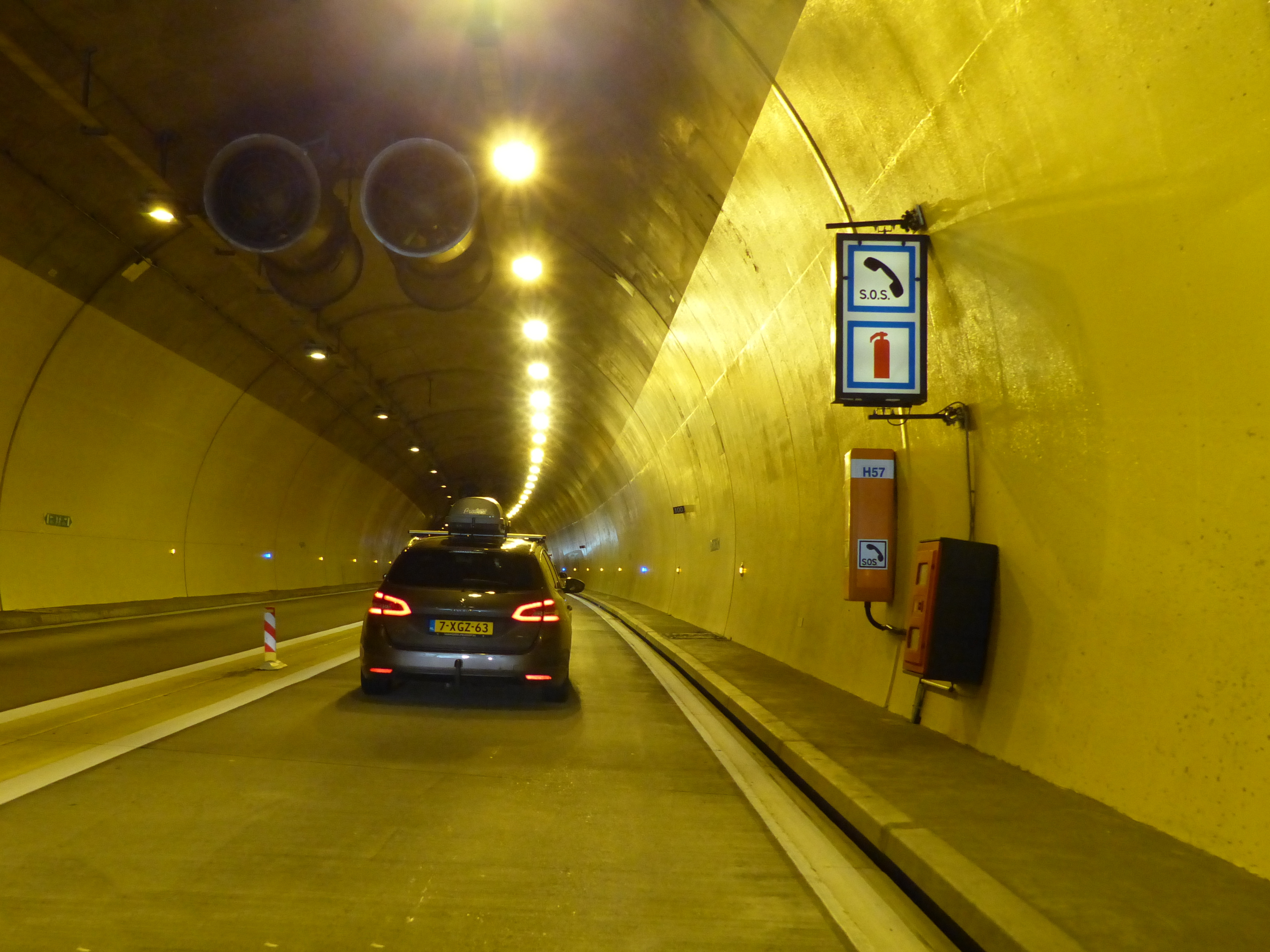
Tunnel de Sinard.
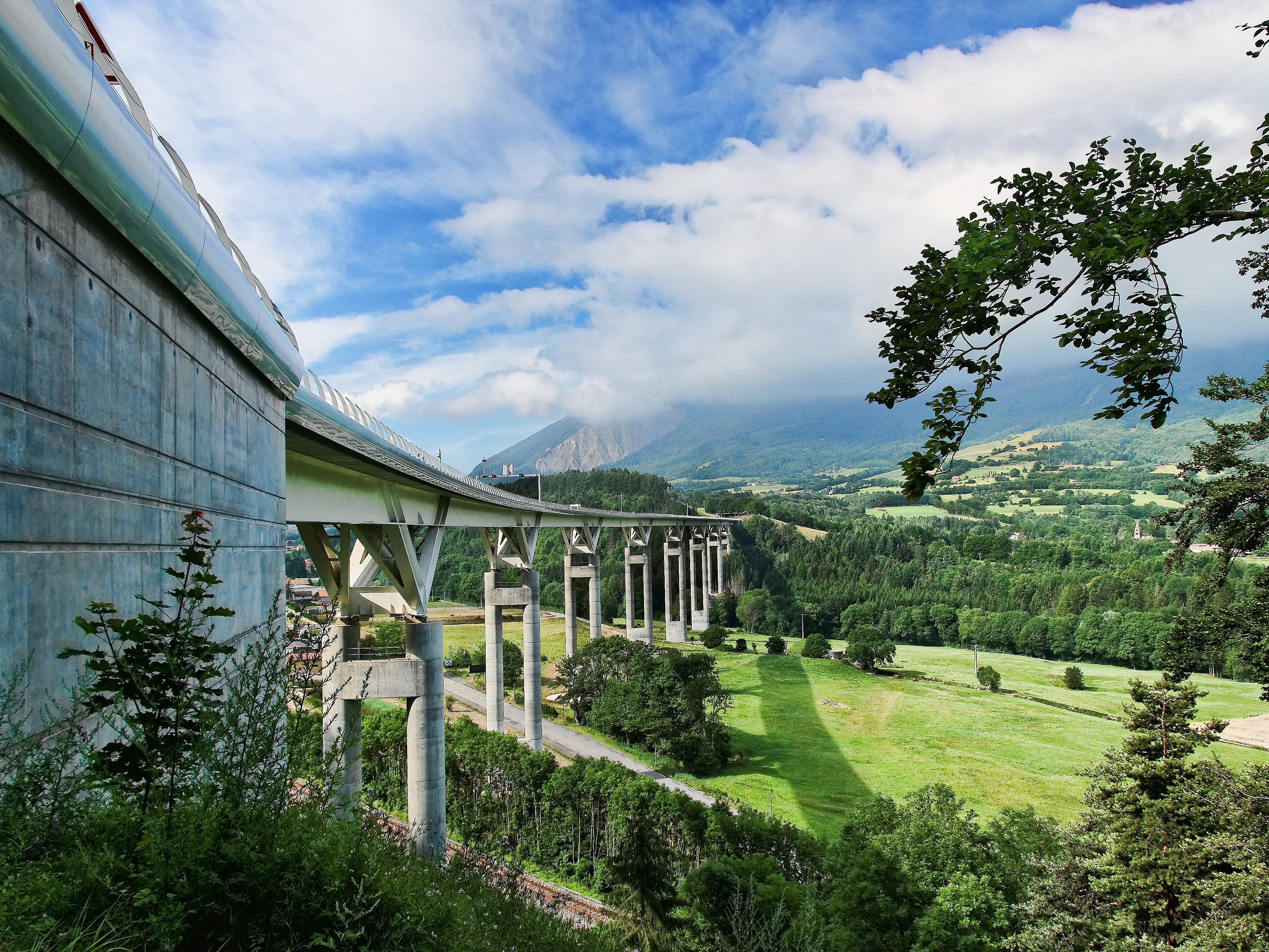
Viaduc de Monestier.

## Trafic
Le trafic est peu élevé : plafonnant à 11 000 véhicules par jour en 1993, il atteint 14 000 véhicules en 1999 du fait de sa longueur « justifiant de la dépense du péage ». Il est essentiellement de proximité (trajets professionnels) et de transit (loisirs).
Dans les Alpes-de-Haute-Provence, le trafic poids lourds s'élevait à 1 137 véhicules par jour, dont 144 transportant des produits dangereux.

## Lieux sensibles
- L'A51-nord se branche sur l'A480 directement à la sortie sud de Grenoble. Les trafics nord-sud et sud-nord imposent la traversée de l'agglomération grenobloise dont l'infrastructure routière est sous-dimensionnée aujourd'hui pour permettre une augmentation de trafic qu'engendrerait une continuité de l'A51.
- L'A51-nord présente une grande descente depuis Sinard jusqu'à la barrière de péage de Crozet. Cette descente fait 11 km pour 470 m de dénivelé, soit plus de 4 % de moyenne, avec plusieurs rampes à 6 %. La vitesse des poids-lourds y est limitée à 70 km/h. Il y a aussi deux voies de détresse pour les véhicules hors de contrôle.
- La partie urbaine de l'autoroute du Val de Durance, de l'échangeur de Septèmes jusqu'à Venelles, soit 25 kilomètres, est en permanence susceptible de bouchons, et particulièrement vers 17 heures en semaine, et les vendredis et dimanches soirs.
- La route nationale 296 comporte un virage particulièrement dangereux à la descente (sens nord - sud) ; vitesse limitée à 50 km/h (110 km/h moins d'un kilomètre avant).

## Entre Grenoble et Sisteron, un tronçon contesté
La construction du tronçon de Grenoble à Sisteron a été l'objet de nombreuses contestations en raison de son impact environnemental : en 1995 par exemple, des manifestants ont entravé les travaux en s'enchaînant aux engins de construction de la section nord de l'autoroute.
Depuis le nord, trois solutions principales sont envisagées :
1. le tracé direct par le col de la Croix-Haute et la vallée du Buëch jusqu'à Sisteron (coût initial estimé à environ 1,8 milliard d'euros) ; plus court, il ne desservirait que l'ouest des Hautes-Alpes (Serres, Laragne) ;
2. le tracé dit « par l'est de Gap » via le Trièves, la vallée du Drac, le col Bayard et la haute vallée de l'Avance) (coût initial estimé environ 2,2 milliards d'euros) ; plus long et plus coûteux, mais qui permettrait :
  - de désenclaver le Valgaudemar et le Champsaur,
  - de desservir les stations de sports d'hiver des Alpes du Sud (Queyras, vallées de La Blanche et de l'Ubaye, Briançonnais) ;
3. l'aménagement de la départementale RD 1075 (ancienne RN 75) et de la route nationale 85 (mise à 2×2 voies, rectifications diverses) ; plus économique (coût estimé d'environ 610 millions d'euros[10]) aurait un impact environnemental plus faible au prix d'un moindre gain de temps, le gain de temps théorique d'une autoroute sur une voie express limitée à 110 km/h étant inférieur à 10 minutes pour une centaine de kilomètres (éventuellement 15 selon les ralentissements dus au profil de la route).

Plusieurs problèmes se posent :
- le choix du tracé et le type de projet : autoroute concédée par AREA, par ESCOTA ou par les deux ;
- le financement du projet (75 % de financement public) et sa rentabilité ;
- les difficultés techniques dues à la nature des terrains traversés : l'itinéraire par l'est de Gap passe dans des terrains composés d'argile et de roches gruyère posant des problèmes de génie civil ; l'itinéraire par le col de la Croix-Haute passe dans des terrains morainiques très instables (l'ex-nationale 75 s'est d'ailleurs effondrée plusieurs fois dans les cinquante dernières années) ;
- la réalisation de nombreux ouvrages d'art, notamment pour le tracé par l'est de Gap :
  - le viaduc sur l'Ébron, d'environ 2 km de long et 200 m de haut ; à titre de comparaison, le viaduc de Millau (2,4 km de long et 270 m de haut) a coûté environ 400 millions d'euros,
  - tunnels de Lavars (environ 1 km) et du Faraut (3,8 km),
  - plus de vingt autres viaducs de moindre importance, totalisant plus de cinq kilomètres de longueur cumulée[Note 1] ;
- le fort impact environnemental, notamment sur le Trièves, zone jusqu'ici très préservée.

### 20 ansd'hésitations
- 1987 : l'autoroute Sisteron-Grenoble est inscrite au Schéma directeur routier national ;
- 1991 : Louis Besson, ministre de l'Équipement, exprime sa préférence pour un tracé par Lus-la-Croix-Haute.
- 1995 : Bernard Pons décide que l'A51 passera par l'est de Gap, lance une enquête publique, laquelle est suspendue par son successeur Jean-Claude Gayssot.
- 2003 : Gilles de Robien, nouveau ministre de l'Équipement, se prononce pour un tracé par l'est de Gap.
- 2005 : débat public sur la liaison. Quatre solutions : aménagement des départementale RD 1075 (ancienne RN 75) et de la route nationale 85, développement du réseau ferroviaire, poursuite de l'A51 par l'est ou par l'ouest de Gap.
- 2006 : le ministre des Transports Dominique Perben et le ministre délégué à l'Aménagement du territoire Christian Estrosi annoncent le 16 mars 2006 lors d'une conférence de presse avoir choisi le tracé est, par Gap.
- 2009 : le ministre de l'Écologie, de l'Énergie, du Développement durable et de l'Aménagement du territoire Jean-Louis Borloo, dans une lettre au président du conseil général des Hautes-Alpes, écrit : « Les projets seront définitivement retenus après un examen au travers de critères et d'indicateurs caractérisant les territoires traversés et l'évaluation de leurs impacts environnementaux, économiques et sociaux », et annonce une décision gouvernementale sur « la poursuite du projet » à l'automne 2009 après avis de l'Autorité environnementale, du comité de suivi du « Grenelle de l'environnement » et du Parlement[11][réf. non conforme].
- 2010 : le tronçon Col du Fau - La Saulce ne figure pas à l'avant-projet de Schéma national d'infrastructures de transport (SNIT) publié en juillet 2010[12].
- 22 juillet 2011 : le chef de cabinet de l'Élysée, en réponse à un courrier d'un habitant de Pertuis (Vaucluse), répond que, compte tenu des contraintes techniques et financières (budget de 2,5 milliards d'euros dont 1,9 milliard à la charge de l'État, et impossibilité légale de l'adossement[Note 2]), le projet ne figure pas au SNIT[13]. Le Sénat a mis en ligne un rapport reprenant les contraintes financières et juridiques[14].

### Les positions des intéressés
Le débat public de 2005, a montré une vive différence de points de vue suivant les secteurs géographiques concernés et, selon les termes de la Commission nationale du débat public, « les intérêts portés par les différentes catégories d'intervenants, et les conceptions de la société et du type de développement qu'elle doit se donner » :
- le département des Alpes-de-Haute-Provence privilégie l'itinéraire ouest par le col de la Croix-Haute, plus court ;
- le conseil général des Hautes-Alpes, les élus hauts-alpins de droite, la chambre de commerce, et une grande partie de la population de Gap[Note 3] sont partisans du tracé par l'est de Gap ;
- la région Rhône-Alpes, le département de l'Isère et le syndicat d'aménagement du Trièves souhaitent l'aménagement des départementale RD 1075 (ancienne RN 75) et de la route nationale 85 couplé à une meilleure desserte ferroviaire.

Les conseils régionaux de Rhône-Alpes et de Provence-Alpes-Côte d'Azur ont de plus fait connaître l'impossibilité pour eux de financer seuls un projet autoroutier de cette ampleur sans un investissement très majoritaire de l'État.
À la suite de ce débat public, le ministre avait de nouveau annoncé en 2006 que l'A51 devrait se construire par l'est de Gap. On aurait alors pu effectuer en 2025 la liaison Grenoble-Marseille en 3 heures (2 h 50 avec le trajet par le col de la Croix-Haute) au lieu des 3 h 15 actuelles via Valence, différence jugée minime par les opposants au projet en regard des coûts et des bouleversements environnementaux engendrés par le projet.